# Мстители (фильм, 2007)
«Мстители» (англ. The Comebacks) — фильм режиссёра Тома Брейди.

## Сюжет
Тренер Ламбэу, житель среднего класса Америки, он живёт вместе со своей женой Барбарой и великолепной дочерью Мишель, которую он воспитывал как сына. Филдс фактически отказывается от карьеры тренера по американскому футболу. Тогда его друг, Фредди Уайзман, предлагает ему повторно покорить эту область, поехать в Плайнфолк, штат Техас, и тренировать команду государственного университета Heartland. Именно здесь он встречает самых жалких игроков, которых он когда-либо видел, и, совсем разочаровавшись, он уходит, чтобы найти новых желающих вступить в команду. Он считает, что хороший игрок получится из Джизминдэр Фицерфут, при условии, что об этом никто не узнает. Затем он находит Лэнса Трумэна. С новыми игроками Ламбэу приводит команду к победе.

## В ролях
| Актёр            | Роль                  |
| ---------------- | --------------------- |
| Дэвид Кокнер     | Ламбэу «тренер» Филдс |
| Карл Уэзерс      | Фредди Уайзман        |
| Мелора Хардин    | Барб Филдс            |
| Мэттью Лоуренс   | Лэнс Трумэн           |
| Брук Невин       | Мишель Филдс          |
| Ник Сирси        | мистер Труман         |
| Джордж Бэк       | Бадди Бой             |
| Норин ДеВулф     | Джизминдэр Фицерфут   |
| Джесси Гарсиа    | Хорхе Джунсон         |
| Джеки Лонг       | Троттер               |
| Роберт Ричард    | Асил Таре             |
| Шеннон Вудворд   | Эмили                 |
| Мартин Спэнджерс | Рэнди Рэдлинджер      |

## Съёмочная группа
- Режиссёр — Том Брейди
- Продюсер — Питер Абрамс, Адам Ф. Голдберг, Лаура Гринли
- Сценарист — Эд Йеджер, Джои Гутьеррес, Джон Эбауд
- Оператор — Энтони Б. Ричмонд
- Композитор — Кристофер Леннерц
- Монтаж — Алан Эдвард
- Подбор актёров — Барбара Фьорентино, Ребекка Манджиери, Венди Вейдмен
- Художники-постановщики — Дуглас Кумминг
- Декоратор — Марк Физикелла
- Художник по костюмам — Сальвадор Перес младший